# Friedrich Karl Florian
Friedrich Karl Florian, né le 4 février 1894 à Essen en province de Rhénanie et mort le 24 octobre 1975 à Mettmann, est un gauleiter du NSDAP dans le gau de Düsseldorf (de).

## Débuts en politique
Originaire de Prusse orientale, il est le fils d'un chef de district des chemins de fer. Il étudie à Essen et dans la région de Stallupönen. Entre 1912 et 1929, il est employé technique des Mines à Buer. Au déclenchement de la Première Guerre mondiale, il s'enrôle et est versé dans l'infanterie, puis devient pilote de chasse.
À partir de 1920, il est membre du Deutschvölkischer Schutz- und Trutzbund, une association völkisch et antisémite. En 1924, il est sympathisant du Völkisch-sozialer Block (de), une mouvance électorale constituée pour contourner l'interdiction du parti nazi après l'échec du putsch de la brasserie, et du parti Nationalsozialistische Freiheitspartei, un éphémère parti d'extrême-droite. En 1925, il fonde à Buer la représentation locale du NSDAP et entre dans la SA. Dès 1927, il est Kreisleiter du parti dans le district d'Emscher-Lippe. Du 1er janvier 1930 à la capitulation de l'Allemagne en 1945, il est gauleiter de Düsseldorf.

## Député et Gauleiter
Il devient député au Reichstag à la faveur des élections législatives allemandes de 1930 et le restera jusqu'en 1945. Il est aussi membre du Conseil de l'État libre de Prusse et président du Conseil de communes de Rhénanie. Il est promu Gruppenführer des SA en septembre 1933 et Obergruppenführer en 1937. En 1939, il est commissaire à la Défense du Reich.
En 1941, il est l'un des invités de la cérémonie d'ouverture de l'Institut de recherche sur la question juive créé par le théoricien nazi Alfred Rosenberg.
Il est responsable d'avoir envoyé de jeunes Hitlerjugend insuffisamment armés attaquer un régiment de chars américains sur la rive gauche du Rhin, peu avant la destruction du pont d'Oberkassel le 3 mars 1945, les exposant à un combat perdu d'avance ; seuls deux adolescents survécurent.
Le 16 avril 1945, quelques habitants de Düsseldorf dont le commandant de police Franz Jürgens (de) tentent de neutraliser les autorités locales nazies afin de remettre la ville aux troupes US sans qu'il n'y ait de combats. La tentative, baptisée Aktion Rheinland, échoue, et cinq citoyens de la ville sont jugés par un tribunal d'exception et fusillés sur ordre de Florian. Par la suite, la Cour fédérale confirmera ce jugement ; ce n'est qu'en 1999, à la suite de la loi allemande du 25 août 1998 sur l'annulation des jugements injustifiables du régime national-socialiste (NS-AufhG, BGBl I 1998 2501), que le jugement est annulé. De fait, Florian fait donc partie des criminels de la dernière heure (de).

## Après la guerre
Un tribunal de Bielefeld le condamne à six ans de prison pour son activité de responsable du parti national-socialiste, il est libéré en 1951,. Ses convictions politiques n'ont alors en rien changé. Selon les renseignements britanniques, il est un collaborateur du groupe Naumann, formation créée par l'ancien secrétaire d'État Werner Naumann et destinée à infiltrer les institutions de la jeune République fédérale d'Allemagne.
En mars 1967, il est soupçonné de diffuser des publications contraires à la Loi fondamentale ainsi que d'incitation à la haine raciale et son logement est perquisitionné : sont saisis divers documents dont des listes d'adresses de membres du NSDAP avec lesquels Florian est resté en contact.